# Stanislao Cannizzaro
Stanislao Cannizzaro (13 de julio de 1826 en Palermo, Italia). Inicialmente, Cannizzaro ingresó en la Universidad de Palermo para estudiar medicina, pero pronto se inclinó hacia la química. En 1845 y 1846, trabajó como asistente de Raffaele Piria, un reconocido químico de la época. Durante la Revolución siciliana de 1848, participó como oficial de artillería y fue elegido diputado por Francavilla en el Parlamento de Sicilia. Tras la caída de la revolución, se exilió en Francia, donde continuó sus estudios y trabajos en química 

## Biografía
Cannizzaro nació en Palermo, hijo de Mariano Cannizzaro y Anna Di Benedetto. En 1841, entró en la universidad de su ciudad natal con la intención de hacer de la medicina su profesión, pero pronto se dedicó al estudio de la química. En 1845 y 1846, trabajó como asistente de Raffaele Piria (1815-1865), conocido por su trabajo en el salicinato, y que era entonces profesor de química en Pisa y que posteriormente ocupó el mismo cargo en Turín.
Durante la Revolución siciliana de 1848, Cannizzaro sirvió como oficial de artillería en Messina y también fue elegido diputado por Francavilla en el Parlamento de Sicilia. Tras la caída de Messina, en septiembre de 1848, permaneció en Taormina. Aprovechando el colapso de los insurgentes, Cannizzaro escapó a Marsella en mayo de 1849, y, después de visitar varias ciudades francesas, alcanzó París en octubre. Allí pudo ingresar en el laboratorio de Michel Eugène Chevreul, y en conjunción con François Stanislas Cloez (1817-1883) hizo su primera contribución a la investigación química en 1851, cuando prepararon cianamida por la acción de amoníaco en cloruro de cianógeno en solución de éter. En el mismo año, Cannizzaro aceptó un puesto en el Colegio Nacional de Alessandria, como profesor de química y física. En Alessandria, descubrió que los aldehídos aromáticos se descomponen por una solución alcohólica de hidróxido de potasio en una mezcla del ácido correspondiente y alcohol. Por ejemplo, el benzaldehído se descompone en ácido benzoico y alcohol bencílico, en la denominada reacción de Cannizzaro.
En el jurado del otoño de 1855, se convirtió en profesor de química en la Universidad de Génova, y después de obtener nuevas cátedras en Pisa y Nápoles, aceptó la cátedra de química orgánica e inorgánica en Palermo. Allí pasó diez años estudiando compuestos aromáticos y siguió trabajando en las aminas, hasta 1871, cuando fue nombrado para la cátedra de química en la Universidad de Roma.
Aparte de su trabajo en la química orgánica, Cannizzaro prestó un gran servicio a la química con su artículo de 1858 "Sunto di un corso di Filosofia Chimica" (Bosquejo de un curso de filosofía química), en el que insistió en la distinción entre peso atómico y peso molecular, acabando de fijar la hipótesis previamente efectuada por Avogadro. Cannizzaro mostró cómo los pesos atómicos de los elementos contenidos en compuestos volátiles se pueden deducir de los pesos moleculares de los compuestos, y cómo los pesos atómicos de elementos de cuyos compuestos las densidades de vapor son desconocidas pueden determinarse a partir del conocimiento de sus calores específicos. Por estos logros, de importancia fundamental para la teoría atómica, fue galardonado con la Medalla Copley por la Royal Society en 1891.
En 1871, el prestigio científico de Cannizzaro le aseguró su ingreso en el Senado italiano, del que fue vicepresidente, y como miembro del Consejo de Instrucción Pública, prestando importantes servicios a la causa de la educación científica en Italia.
Es principalmente conocido por su contribución al debate entonces existente respecto a los átomos, las moléculas y los pesos atómicos. Defendió la noción de Amedeo Avogadro de que volúmenes iguales de gas a la misma presión y temperatura contienen el mismo número de moléculas o átomos, y la noción de que volúmenes iguales de gas podrían ser utilizados para calcular los pesos atómicos. De este modo, Cannizzaro proporcionó una nueva comprensión de la química.

## Obras

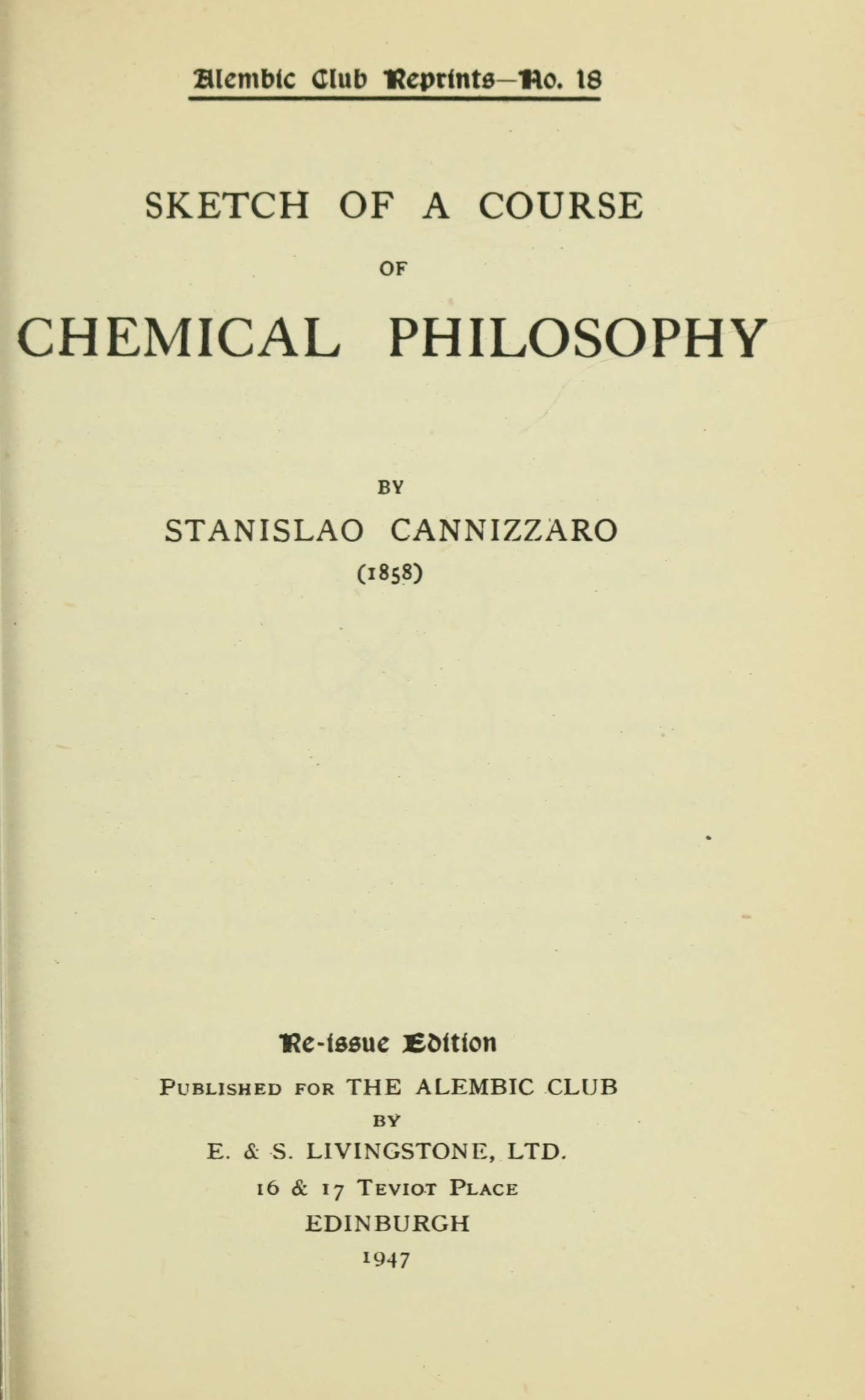
Bosquejo de un curso de filosofía química (Sunto di un corso di filosofia chimica), 1947

- Sunto di un corso di filosofia chimica, Genova, 1858
  - Sketch of a course of chemical philosophy (en inglés). Edinburgh: Livingstone. 1947.
- Scritti intorno alla teoria molecolare ed atomica ed alla notazione chimica, "Lo Statuto" (Palermo), 1896, disponible en Gallica.
- Scritti vari e lettere inedite nel centenario della nascita, Roma, 1926

## Reconocimientos
- Medalla Copley en 1891.
- El lunar F
 lleva este nombre en su honor.[12]